# Dusičnan gadolinitý
Dusičnan gadolinitý je anorganická sloučenina s chemickým vzorcem Gd(NO3)3.

## Výroba
Dusičnan gadolinitý lze získat reakcí oxidu gadolinitého s oxidem dusičitým:
2 Gd2O3 + 9 N2O4 → 4 Gd(NO3)3 + 6 NO

## Vlastnosti
Dusičnan gadolinitý je bílá pevná látka, která je velmi dobře rozpustná ve vodě. Hexahydrát je také bílá pevná látka.

## Využití
Dusičnan gadolinitý se používá jako ve vodě rozpustná a neutrony absorbující sůl v moderátorech jaderných reaktorů pro jejich kontrolu a nouzové vypnutí.